# Rio Platte Norte
O rio Platte Norte (North Platte River) é uma das fontes do Rio Platte (sendo a outra fonte principal o rio Platte Sul). Fica na Região Centro-Oeste dos Estados Unidos (Midwest) e percorre a vertente oriental das Montanhas Rochosas e a parte central das Grandes Planícies. Tem aproximadamente 1094 km de comprimento, mas considerando o sistema conjunto Platte/Platte Norte tem  comprimento de 1593 km, o que o torna um dos 15 rios mais longos dos Estados Unidos. Drena parte da vertente oriental das Montanhas Rochosas e uma ampla região da zona central das Grandes Planícies, e é o principal sistema hídrico de drenagem do leste do Wyoming e do oeste do Nebraska. 
Historicamente, o vale do rio Platte Norte foi muito importante na expansão para o Oeste dos Estados Unidos, percorrendo o seu vale a Great Platte River Road, a principal rota para o Oeste, na qual confluíam, em Fort Kearny, outras três rotas: a rota do Oregon, a rota Mórmon e a rota da Califórnia. O rio nunca foi navegável salvo em épocas de enchente.
Administrativamente, percorre os estados de Colorado, Wyoming e Nebraska.

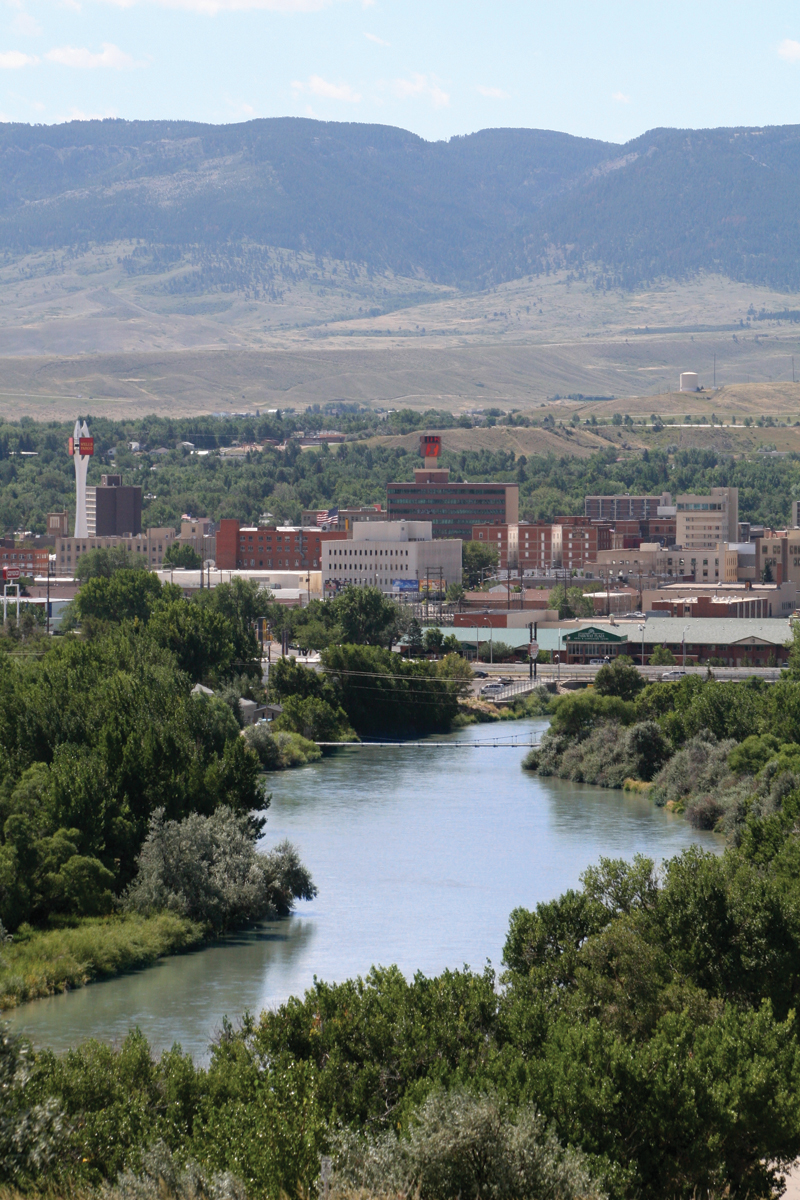
O rio à passagem por Casper (Wyoming).